# Greenhorn (Oregon)
Greenhorn az Amerikai Egyesült Államok északnyugati részén, Oregon államban, elsősorban Baker megyében helyezkedik el; területe Grant megyébe is átnyúlik. A 2010. évi népszámláláskor nem volt állandó lakosa. A város területe 0,26 km², melynek 100%-a szárazföld.
Polgármestere a molallai Dale McLouth, képviselői az Oregon City-i Zack Koellermeier és Brad Poyser, a La Grande-i Nathan Wright és a tigardi Keith Rofinot.

## Történet

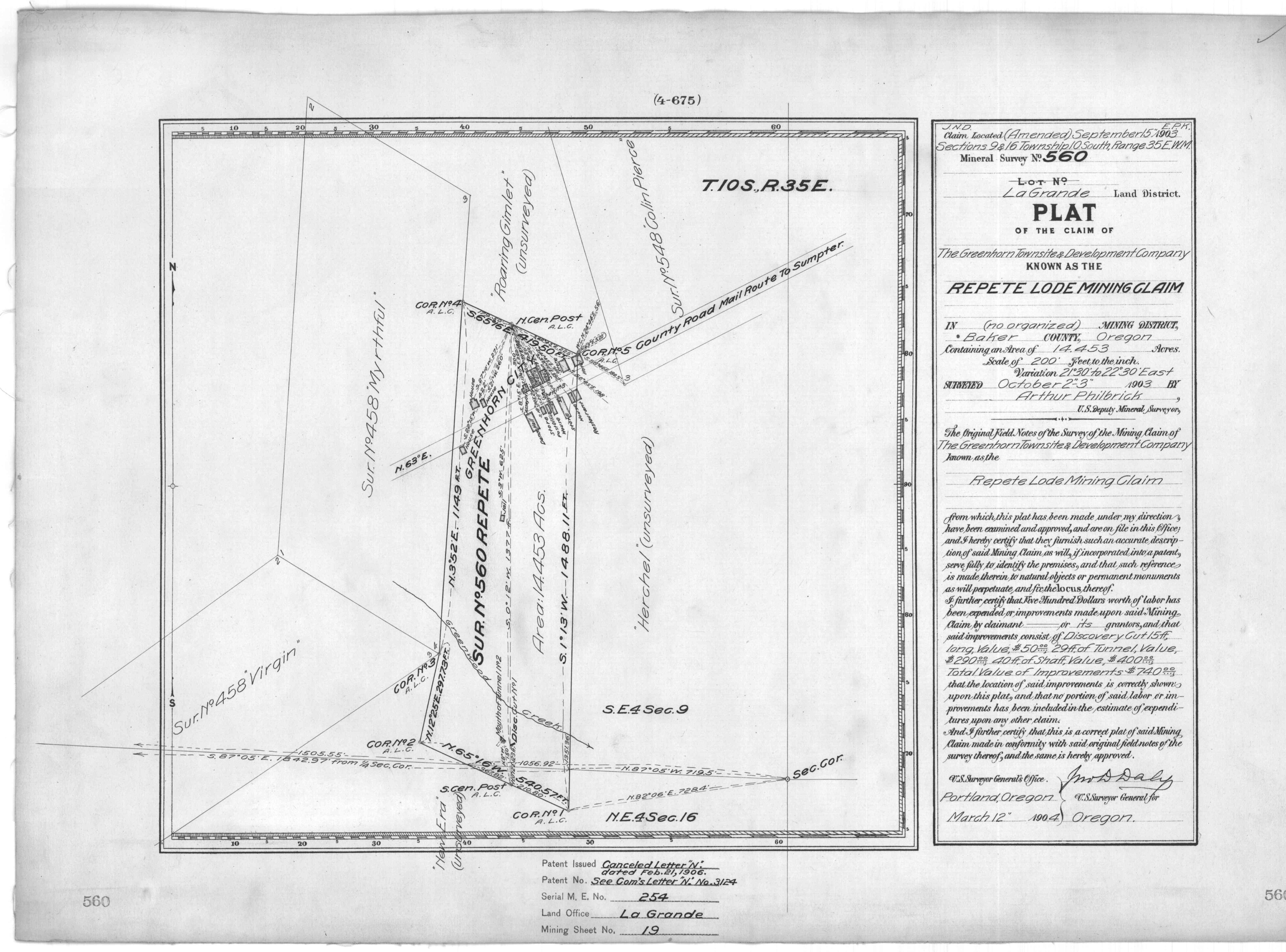
1903-as földtérkép

Greenhorn első lakói az 1860-as évek aranyásói voltak. 1904-ben alapították; 1900 és 1910 között népessége 2/3-dal csökkent. Először kijelölték a bányák helyét, de később túl sok létesült. Városi rangot 1903-ban kapott. A sérülékeny bányaközösség 1942-ig működött, amikor is az aranyásás illegális lett.
1910 környékén a régi Greenhorn Börtönt gyanús körülmények között Canyon Citybe telepítették. Pert indítottak a visszatelepítésért, ám mivel a város a Kék-hegylánc határán fekszik, Baker és Grant megyék bíróságai abban sem tudtak megállapodni, kinek kéne döntenie. Az ügyet végül a Grant megyei Canyon Cityben tárgyalták, és a börtönt nem helyezték át.

## Földrajz
A Népszámlálási Hivatal alapján a város területe 0,26 km², melynek 100%-a szárazföld.
A települést körülöleli a Malheur- és a Wallowa–Whitman Nemzeti Erdő.
1922 méteres tengerszint feletti magasságával Oregon legmagasabban fekvő városa, valamint az Egyesült Államokban egyedülállóan a földterületet eleve a város számára jelölték ki, és nem korábbi telepesek épületeiből lett a későbbi közösség.

## Népesség
A városnak sem a 2000-es, sem a 2010-es népszámláláskor nem volt állandó lakosa. A Baker City Herald leírása szerint 2013-ban 13 lakóépület, valamint kettő az egész évet itt töltő, és 20 időszakosan itt tartózkodó lakó volt.

## Fordítás
Ez a szócikk részben vagy egészben  a   Greenhorn, Oregon című angol Wikipédia-szócikk ezen változatának fordításán alapul.  Az eredeti cikk szerkesztőit annak laptörténete sorolja fel. Ez a jelzés csupán a megfogalmazás eredetét és a szerzői jogokat jelzi, nem szolgál a cikkben szereplő információk forrásmegjelöléseként.